# ParaWorld
ParaWorld — компьютерная игра в жанре стратегии в реальном времени, созданная немецкой компанией SEK и выпущенная в продажу компаниями Aspyr (США) и Sunflowers (Германия) 15 сентября 2006 года.
Действие игры происходит в параллельном мире, где воинственные племена людей живут бок о бок с динозаврами и другими считающимися вымершими животными. С этим миром переплетаются технологии XIX века.

## Игровой процесс
Концепция игры основана на принципах Age of Empires. Игрок собирает различные ресурсы: еду, лес, камни — и использует их для строительства зданий и подготовки войск. Еду получают сбором ягод, охотой на животных, ловлей рыбы или выращиванием на полях. Камень добывают из месторождений, имеющих ограничение по объёму. На лес рубятся деревья, растущие на карте.
Доступность зданий и боевых единиц определяют пять последовательно достигаемых эпох и технологии, которые игрок развивает по мере прохождения миссий.
Сражения в игре происходят на суше и на море.

### Кампании
Сюжетная линия игры состоит из 17 последовательных миссий включая обучающую. Первоначально доступны обучающая и первая миссия основной кампании, последующие миссии открываются при прохождении предыдущих. В каждой миссии для победы игроку надо выполнить несколько главных заданий. Также по ходу игры можно выполнять дополнительные задания. Некоторые задания могут быть выполнены только в течение определённого времени. За выполнение любых заданий начисляются очки, которые перед началом следующей миссии можно потратить на покупку дополнительных войск и ресурсов.

### Многопользовательский режим
Помимо однопользовательской кампании и одиночных битв игрокам доступны сражения друг с другом. В игре предусмотрено несколько режимов:
- Deathmatch (до 8 человек);
- Team-Deathmatch (до 8 человек);
- Domination (до 8 человек);
- Defender (до 5 человек).

## Сюжет
Группа учёных XIX века под предводительством выдающегося Джарвиса Бэббита (англ. Jarvis Babbit) находят способ перемещения в другое измерение — Парамир (англ. ParaWorld, от «параллельный мир»), где бок о бок живут примитивные люди, динозавры и животные ледникового периода. Учёные решают захватить власть в обоих мирах.
В наше время трое молодых учёных: американский геолог Энтони Коул (англ. Anthony Cole), шведский биолог Стина Хольмлунд (англ. Stina Holmlund) и венгерский физик Бела Андрас Бенедек (англ. Béla András Benedek) — также обнаруживают Парамир. Узнав, что его тайна раскрыта, Бэббит отправляет молодёжь в экспедицию в параллельный мир, чтобы, навсегда оставив их там, не допустить дальнейшего разглашения информации.
Коул, Хольмлунд и Бенедек являются главными героями игры, пытающимися найти способ вернуться домой. Они путешествуют по регионам Парамира, встречая разные племена, напоминающими племена из прошлого Земли, и существ, уже не существующих в нашем мире: динозавров, мамонтов, саблезубых тигров и т. п. По пути они знакомятся с другими учёными, попавших в параллельный мир, включая гениального учёного Николая Таслова и великого биолога Джеймса Уордена. На протяжении всего путешествия им приходится бороться с враждебными племенами, дикими животными и приспешниками Бэббита, использующих современное оружие.

## Сеттинг
В игре существует пять игровых локаций: Нортленд (англ. Northland), Саванна (англ. Savannah), Пепельные Долины (англ. Ashvalley), Джунгли (англ. Jungle) и Ледяная Пустошь (англ. Icewaste).
Местные племена представлены тремя группами, доступными для игры: северяне (англ. Norsemen), пустынники (англ. Dustriders) и клан дракона (англ. Dragon Clan). Учёные XIX века объединены в недоступную для игроков группировку SEAS (англ. Society of Exact Alternative Science — Общество точных альтернативных наук). Племена напоминают древние земные культуры скандинавов, бедуинов, японцев и китайцев соответственно, а SEAS сходна с нацистской Германией. Боевые единицы подразделяются на три категории: пехота, животные и техника. В игре установлено ограничение на размер армии — не более 52 единиц. В каждом племени имеется более тридцати различных бойцов и прирученных животных со своими достоинствами и недостатками. Северяне специализируется на тяжёлой броне, мощных защитных структурах, дальнем бое и бронебойном уроне. Пустынники используют огромных и мощных динозавров, своеобразную пехоту, атаки ядом, но при этом совсем не имеют боевых машин и редко используют броневую защиту. Клан дракона специализируется на ловушках, засадах и дальнем бое. SEAS опирается в бою на стрелков и машины, имеющие отличное соотношение стоимости и мощи, обладают развитым вооружением и некоторыми суперсовременными боевыми единицами. У каждого племени есть уникальный сверхмощный динозавр-титан: (трицератопс у северян, тираннозавр у пустынников, сейсмозавр у клана дракона).
В Парамире полностью отсутствует электричество. Люди в этом мире никогда не стареют, а по теории Стины Хольмлунд люди сначала жили в Парамире, а затем переселились в наш мир.

## Оценки
| Сводный рейтинг | Сводный рейтинг |
| Агрегатор       | Оценка          |
| --------------- | --------------- |
| GameRankings    | 72,47 %         |

Игра получила относительно высокие оценки критиков — 72 % на GameRankings. Журнал IGN в целом назвал игру достойной внимания, но отметил затянутость игрового процесса и приверженность устаревшим идеям, что выразилось в оценке геймплея на 7 из 10 баллов. Журнал «Игромания» выразил ту же мысль, назвав ParaWorld «динозавром стратегий реального времени». Немецкая пресса значительно лучше отнеслась к игре, поставив оценки около 85 %, среди прочих журнал GameStar отметил особую атмосферность игры, выставив за этот показатель максимальный балл.
Из-за плохих продаж компания-разработчик SEK была закрыта, партнёрство с Sunflowers прекращено. Ранее объявленное дополнение отменено. Бустер-пак был выпущен только для немецкой версии в составе Paraworld Gold GOTY Editions, в него вошли новые карты, герои и миссии. Несмотря на то, что бустер-пак не был совместим с другими языковыми версиями, он был доработан игровым сообществом в неофициальное дополнение.